# Hrvatski nogometni kup 1994-1995
La Hrvatski nogometni kup 1994./95. (coppa croata di calcio 1994-95) fu la quarta edizione della coppa nazionale croata e fu disputata dal settembre 1994 al maggio 1995.
Il detentore era la Croazia Zagabria, che in questa edizione fu sconfitta in finale.
Il trofeo fu vinto dall'Hajduk Spalato, al suo secondo titolo nella competizione, l'undicesimo contando anche i nove della Coppa di Jugoslavia. Avendo vinto anche il campionato, l'Hajduk realizzò il suo primo double (doppia corona, "dvostruka kruna" in croato, "dupla kruna" in serbo), il terzo contando anche i due jugoslavi.
La finalista sconfitta, Croazia Zagabria, sarebbe dovuta accedere alla Coppa delle Coppe 1995-1996, ma non le fu permesso poiché squalificata per un anno dalle competizioni europee a causa dei disordini provocati dai propri tifosi nella Coppa delle Coppe 1994-1995 contro l'Auxerre.

## Partecipanti
Le 18 squadre della 1. HNL 1993-1994 sono ammesse di diritto. Gli altri 14 posti sono stati assegnati attraverso qualificazioni.
| Ammesse di diritto | Passate attraverso le qualificazioni    | Passate attraverso le qualificazioni | Passate attraverso le qualificazioni | Passate attraverso le qualificazioni |         |
| Ammesse di diritto | Regione                                 | Squadre                              | Squadre                              | Squadre                              | Squadre |
| --- | --------------------------------------- | ------------------------------------ | ------------------------------------ | ------------------------------------ | ------- |
| - Belišće - Cibalia - Croazia Zagabria - Dubrava - Dubrovnik - Hajduk Spalato - Inker Zaprešić - Istria - Osijek - Pazinka - Primorac Stobreč - Radnik V. Gorica - Rijeka - Sebenico - Segesta - Varteks Varaždin - Zara - NK Zagabria | Regione di Zagabria                     |                                      |                                      |                                      |         |
| - Belišće - Cibalia - Croazia Zagabria - Dubrava - Dubrovnik - Hajduk Spalato - Inker Zaprešić - Istria - Osijek - Pazinka - Primorac Stobreč - Radnik V. Gorica - Rijeka - Sebenico - Segesta - Varteks Varaždin - Zara - NK Zagabria | Regione di Krapina e dello Zagorje      | Mladost Zabok                        |                                      |                                      |         |
| - Belišće - Cibalia - Croazia Zagabria - Dubrava - Dubrovnik - Hajduk Spalato - Inker Zaprešić - Istria - Osijek - Pazinka - Primorac Stobreč - Radnik V. Gorica - Rijeka - Sebenico - Segesta - Varteks Varaždin - Zara - NK Zagabria | Regione di Sisak e della Moslavina      | Metalac Sisak                        |                                      |                                      |         |
| - Belišće - Cibalia - Croazia Zagabria - Dubrava - Dubrovnik - Hajduk Spalato - Inker Zaprešić - Istria - Osijek - Pazinka - Primorac Stobreč - Radnik V. Gorica - Rijeka - Sebenico - Segesta - Varteks Varaždin - Zara - NK Zagabria | Regione di Karlovac                     | Karlovac                             |                                      |                                      |         |
| - Belišće - Cibalia - Croazia Zagabria - Dubrava - Dubrovnik - Hajduk Spalato - Inker Zaprešić - Istria - Osijek - Pazinka - Primorac Stobreč - Radnik V. Gorica - Rijeka - Sebenico - Segesta - Varteks Varaždin - Zara - NK Zagabria | Regione di Varaždin                     |                                      |                                      |                                      |         |
| - Belišće - Cibalia - Croazia Zagabria - Dubrava - Dubrovnik - Hajduk Spalato - Inker Zaprešić - Istria - Osijek - Pazinka - Primorac Stobreč - Radnik V. Gorica - Rijeka - Sebenico - Segesta - Varteks Varaždin - Zara - NK Zagabria | Regione di Koprivnica e Križevci        | Slaven Belupo                        |                                      |                                      |         |
| - Belišće - Cibalia - Croazia Zagabria - Dubrava - Dubrovnik - Hajduk Spalato - Inker Zaprešić - Istria - Osijek - Pazinka - Primorac Stobreč - Radnik V. Gorica - Rijeka - Sebenico - Segesta - Varteks Varaždin - Zara - NK Zagabria | Regione di Bjelovar e della Bilogora    | Bjelovar                             |                                      |                                      |         |
| - Belišće - Cibalia - Croazia Zagabria - Dubrava - Dubrovnik - Hajduk Spalato - Inker Zaprešić - Istria - Osijek - Pazinka - Primorac Stobreč - Radnik V. Gorica - Rijeka - Sebenico - Segesta - Varteks Varaždin - Zara - NK Zagabria | Regione litoraneo-montana               |                                      |                                      |                                      |         |
| - Belišće - Cibalia - Croazia Zagabria - Dubrava - Dubrovnik - Hajduk Spalato - Inker Zaprešić - Istria - Osijek - Pazinka - Primorac Stobreč - Radnik V. Gorica - Rijeka - Sebenico - Segesta - Varteks Varaždin - Zara - NK Zagabria | Regione della Lika e di Segna           | Gospić '91                           |                                      |                                      |         |
| - Belišće - Cibalia - Croazia Zagabria - Dubrava - Dubrovnik - Hajduk Spalato - Inker Zaprešić - Istria - Osijek - Pazinka - Primorac Stobreč - Radnik V. Gorica - Rijeka - Sebenico - Segesta - Varteks Varaždin - Zara - NK Zagabria | Regione di Virovitica e della Podravina |                                      |                                      |                                      |         |
| - Belišće - Cibalia - Croazia Zagabria - Dubrava - Dubrovnik - Hajduk Spalato - Inker Zaprešić - Istria - Osijek - Pazinka - Primorac Stobreč - Radnik V. Gorica - Rijeka - Sebenico - Segesta - Varteks Varaždin - Zara - NK Zagabria | Regione di Požega e della Slavonia      |                                      |                                      |                                      |         |
| - Belišće - Cibalia - Croazia Zagabria - Dubrava - Dubrovnik - Hajduk Spalato - Inker Zaprešić - Istria - Osijek - Pazinka - Primorac Stobreč - Radnik V. Gorica - Rijeka - Sebenico - Segesta - Varteks Varaždin - Zara - NK Zagabria | Regione di Brod e della Posavina        |                                      |                                      |                                      |         |
| - Belišće - Cibalia - Croazia Zagabria - Dubrava - Dubrovnik - Hajduk Spalato - Inker Zaprešić - Istria - Osijek - Pazinka - Primorac Stobreč - Radnik V. Gorica - Rijeka - Sebenico - Segesta - Varteks Varaždin - Zara - NK Zagabria | Regione zaratina                        |                                      |                                      |                                      |         |
| - Belišće - Cibalia - Croazia Zagabria - Dubrava - Dubrovnik - Hajduk Spalato - Inker Zaprešić - Istria - Osijek - Pazinka - Primorac Stobreč - Radnik V. Gorica - Rijeka - Sebenico - Segesta - Varteks Varaždin - Zara - NK Zagabria | Regione di Osijek e della Baranja       | Croatia Đakovo                       | Valpovka                             |                                      |         |
| - Belišće - Cibalia - Croazia Zagabria - Dubrava - Dubrovnik - Hajduk Spalato - Inker Zaprešić - Istria - Osijek - Pazinka - Primorac Stobreč - Radnik V. Gorica - Rijeka - Sebenico - Segesta - Varteks Varaždin - Zara - NK Zagabria | Regione di Sebenico e Tenin             |                                      |                                      |                                      |         |
| - Belišće - Cibalia - Croazia Zagabria - Dubrava - Dubrovnik - Hajduk Spalato - Inker Zaprešić - Istria - Osijek - Pazinka - Primorac Stobreč - Radnik V. Gorica - Rijeka - Sebenico - Segesta - Varteks Varaždin - Zara - NK Zagabria | Regione di Vukovar e della Sirmia       | Mladost Cerić                        | Bedem Ivankovo                       |                                      |         |
| - Belišće - Cibalia - Croazia Zagabria - Dubrava - Dubrovnik - Hajduk Spalato - Inker Zaprešić - Istria - Osijek - Pazinka - Primorac Stobreč - Radnik V. Gorica - Rijeka - Sebenico - Segesta - Varteks Varaždin - Zara - NK Zagabria | Regione spalatino-dalmata               | RNK Spalato                          |                                      |                                      |         |
| - Belišće - Cibalia - Croazia Zagabria - Dubrava - Dubrovnik - Hajduk Spalato - Inker Zaprešić - Istria - Osijek - Pazinka - Primorac Stobreč - Radnik V. Gorica - Rijeka - Sebenico - Segesta - Varteks Varaždin - Zara - NK Zagabria | Regione istriana                        | Jadran Parenzo                       |                                      |                                      |         |
| - Belišće - Cibalia - Croazia Zagabria - Dubrava - Dubrovnik - Hajduk Spalato - Inker Zaprešić - Istria - Osijek - Pazinka - Primorac Stobreč - Radnik V. Gorica - Rijeka - Sebenico - Segesta - Varteks Varaždin - Zara - NK Zagabria | Regione raguseo-narentana               |                                      |                                      |                                      |         |
| - Belišće - Cibalia - Croazia Zagabria - Dubrava - Dubrovnik - Hajduk Spalato - Inker Zaprešić - Istria - Osijek - Pazinka - Primorac Stobreč - Radnik V. Gorica - Rijeka - Sebenico - Segesta - Varteks Varaždin - Zara - NK Zagabria | Regione del Međimurje                   | Budućnost Hodošan                    |                                      |                                      |         |
| - Belišće - Cibalia - Croazia Zagabria - Dubrava - Dubrovnik - Hajduk Spalato - Inker Zaprešić - Istria - Osijek - Pazinka - Primorac Stobreč - Radnik V. Gorica - Rijeka - Sebenico - Segesta - Varteks Varaždin - Zara - NK Zagabria | Città di Zagabria                       | Špansko Zagabria                     |                                      |                                      |         |

### Riepilogo
| 1ª Divisione 1.HNL | 2ª Divisione 2.HNL | Divisioni inferiori                     |
| --- | --- | --------------------------------------- |
| Belišće Cibalia Croazia Zagabria Hajduk Spalato Inker Zaprešić Istria Osijek Primorac Stobreč Rijeka Segesta Sebenico Varteks Varaždin Zara NK Zagabria | Bjelovar Budućnost Hodošan Croatia Đakovo Dubrava Dubrovnik Jadran Parenzo Karlovac Metalac Osijek Mladost Cernik Pazinka Radnik V. Gorica RNK Spalato Slaven Belupo Špansko Zagabria Valpovka | Bedem Ivankovo Gospić '91 Mladost Zabok |
| non ammesse: | |                                         |
| Marsonia Slavonski Brod Neretva Metković | le altre 37 squadre | tutte le altre squadre                  |

### Calendario
| Turno      | Date                                       | Incontri | Squadre | Entrate |
| ---------- | ------------------------------------------ | -------- | ------- | ------- |
| Sedicesimi | 6 e 7 settembre 1994 10 e 12 ottobre 1994  | 32       | 32 → 16 | 32      |
| Ottavi     | 25 e 26 ottobre 1994 29 e 30 novembre 1994 | 16       | 16 → 8  | Nessuna |
| Quarti     | 8 e 26 marzo 1995 5 aprile 1995            | 8        | 8 → 4   | Nessuna |
| Semifinali | 19 aprile 1995 10 maggio 1995              | 4        | 4 → 2   | Nessuna |
| Finale     | 17 maggio 1995 28 maggio 1995              | 2        | 2 → 1   | Nessuna |

## Sedicesimi di finale
| Squadra 1         | Totale          | Squadra 2        | Andata     | Ritorno    |
| ----------------- | --------------- | ---------------- | ---------- | ---------- |
|                   |                 |                  | 07.09.1994 | 12.09.1994 |
| Bedem Ivankovo    | 3 – 8           | Croazia Zagabria | 0 – 3      | 3 – 5      |
| Gospić '91        | 1 – 10          | Hajduk Spalato   | 1 – 5      | 0 – 5      |
| Metalac Sisak     | 1 – 7           | Inker Zaprešić   | 1 – 5      | 0 – 2      |
| Valpovka          | 0 – 4           | Rijeka           | 0 – 2      | 0 – 2      |
| Karlovac          | 1 – 4           | NK Zagabria      | 0 – 0      | 1 – 4      |
| Mladost Cernik    | 2 – 6           | Zara             | 1 – 4      | 1 – 2      |
| Slaven Belupo     | 1 – 4           | Varteks Varaždin | 1 – 2      | 0 – 2      |
| Jadran Parenzo    | 1 – 7           | Osijek           | 0 – 4      | 1 – 3      |
| Špansko Zagabria  | 1 – 1 (6-5 dtr) | Istria           | 1 – 0      | 0 – 1      |
| Radnik V. Gorica  | 1 – 3           | Cibalia          | 1 – 2      | 0 – 1      |
| RNK Spalato       | 3 – 1           | Bjelovar         | 2 – 0      | 1 – 1      |
| Budućnost Hodošan | 4 – 4 (gfc)     | Croatia Đakovo   | 4 – 1      | 0 – 3      |
| Mladost Zabok     | 0 – 15          | Segesta          | 0 – 7      | 0 – 8      |
| Primorac Stobreč  | 3 – 4           | Sebenico         | 3 – 1      | 0 – 3      |
| Pazinka           | 1 – 6           | Belišće          | 1 – 1      | 0 – 5      |
| Dubrava           | 0 – 8           | Dubrovnik        | 0 – 2      | 0 – 6      |

## Ottavi di finale
| Squadra 1        | Totale          | Squadra 2        | Andata     | Ritorno    |
| ---------------- | --------------- | ---------------- | ---------- | ---------- |
|                  |                 |                  | 26.10.1994 | 30.11.1994 |
| Belišće          | 3 – 5           | Croazia Zagabria | 2 – 1      | 1 – 4      |
| Špansko Zagabria | 4 – 5           | Hajduk Spalato   | 1 – 1      | 3 – 4      |
| Cibalia          | 3 – 3 (5-3 dtr) | Inker Zaprešić   | 2 – 1      | 1 – 2      |
| RNK Spalato      | 0 – 5           | Rijeka           | 0 – 1      | 0 – 4      |
| Croatia Đakovo   | 2 – 6           | NK Zagabria      | 2 – 2      | 0 – 4      |
| Segesta          | 2 – 0           | Zara             | 1 – 0      | 1 – 0      |
| Sebenico         | 2 – 2 (3-5 dtr) | Varteks Varaždin | 2 – 0      | 0 – 2      |
| Dubrovnik        | 3 – 5           | Osijek           | 3 – 1      | 0 – 4      |

## Quarti di finale
| Squadra 1        | Totale          | Squadra 2        | Andata     | Ritorno    |
| ---------------- | --------------- | ---------------- | ---------- | ---------- |
|                  |                 |                  | 08.03.1995 | 05.04.1995 |
| Cibalia          | 0 – 1           | Croazia Zagabria | 0 – 0      | 0 – 1      |
| Segesta          | 1 – 4           | Hajduk Spalato   | 1 – 1      | 0 – 3      |
| Osijek           | 1 – 1 (4-2 dtr) | Rijeka           | 1 – 0      | 0 – 1      |
| Varteks Varaždin | 1 – 1 (gfc)     | NK Zagabria      | 0 – 0      | 1 – 1      |

## Semifinali
| Squadra 1        | Totale | Squadra 2        | Andata     | Ritorno    |
| ---------------- | ------ | ---------------- | ---------- | ---------- |
|                  |        |                  | 19.04.1995 | 10.05.1995 |
| Osijek           | 1 – 4  | Croazia Zagabria | 0 – 2      | 1 – 2      |
| Varteks Varaždin | 1 – 5  | Hajduk Spalato   | 1 – 1      | 0 – 4      |

## Finale
| Squadra 1      | Totale | Squadra 2        | Andata     | Ritorno    |
| -------------- | ------ | ---------------- | ---------- | ---------- |
|                |        |                  | 17.05.1995 | 28.05.1995 |
| Hajduk Spalato | 4 – 2  | Croazia Zagabria | 3 – 2      | 1 – 0      |

### Andata
| Arbitro: | Širić (Osijek) |

|                            |           |                       |
| Erceg 40’ 51’ Asanović 77’ | Marcatori | 46’ Pamić 75’ Jeličić |

| Hajduk | Croazia |

|                |    |                 |     |     |
|                |    |                 |     |     |
|                | 1  | Tonči Gabrić    | 88' |     |
|                | 2  | Darko Butorović |     |     |
|                | 3  | Darko Jozinović |     | 64’ |
|                | 4  | Mirsad Hibić    |     |     |
|                | 5  | Igor Štimac     |     |     |
|                | 6  | Saša Peršon     |     |     |
|                | 7  | Kazimir Vulić   |     |     |
|                | 8  | Nenad Pralija   |     |     |
|                | 9  | Tomislav Erceg  |     |     |
|                | 10 | Aljoša Asanović |     |     |
|                | 11 | Renato Jurčec   |     | 60’ |
| Sostituzioni:  |    |                 |     |     |
|                |    | Ivica Mornar    |     | 60’ |
|                |    | Milan Rapaić    |     | 64’ |
| Allenatore:    |    |                 |     |     |
| Ivan Katalinić |    |                 |     |     |

|                 |    |                 |  |     |
|                 |    |                 |  |     |
|                 | 1  | Dražen Ladić    |  |     |
|                 | 2  | Dževad Turković |  |     |
|                 | 3  | Damir Lesjak    |  |     |
|                 | 4  | Dario Šimić     |  |     |
|                 | 5  | Zvonimir Soldo  |  |     |
|                 | 6  | Slavko Ištvanić |  | 68’ |
|                 | 7  | Josip Gašpar    |  |     |
|                 | 8  | Joško Jeličić   |  |     |
|                 | 9  | Igor Pamić      |  | 89’ |
|                 | 10 | Marko Mlinarić  |  |     |
|                 | 11 | Igor Cvitanović |  |     |
| Sostituzioni:   |    |                 |  |     |
|                 |    | Mario Novaković |  | 68’ |
|                 |    | Alen Peternac   |  | 89’ |
| Allenatore:     |    |                 |  |     |
| Zlatko Kranjčar |    |                 |  |     |

### Ritorno
| Arbitro: | Vranaričić (Đakovo) |

|  |           |              |
|  | Marcatori | 45’ Asanović |

| Croazia | Hajduk |

|                 |    |                  |     |     |
|                 |    |                  |     |     |
|                 | 1  | Dražen Ladić     |     |     |
|                 | 2  | Dževad Turković  |     |     |
|                 | 3  | Damir Lesjak     |     |     |
|                 | 4  | Dario Šimić      | 80' |     |
|                 | 5  | Zvonimir Soldo   |     |     |
|                 | 6  | Slavko Ištvanić  |     |     |
|                 | 7  | Miljenko Kovačić |     |     |
|                 | 8  | Mario Novaković  |     | 65’ |
|                 | 9  | Igor Pamić       |     |     |
|                 | 10 | Marko Mlinarić   |     |     |
|                 | 11 | Igor Cvitanović  |     |     |
| Sostituzioni:   |    |                  |     |     |
|                 |    | Alen Peternac    |     | 65’ |
| Allenatore:     |    |                  |     |     |
| Zlatko Kranjčar |    |                  |     |     |

|                |    |                 |  |     |
|                |    |                 |  |     |
|                | 1  | Tonči Gabrić    |  | 46’ |
|                | 2  | Darko Butorović |  |     |
|                | 3  | Darko Jozinović |  |     |
|                | 4  | Mirsad Hibić    |  |     |
|                | 5  | Kazimir Vulić   |  |     |
|                | 6  | Saša Peršon     |  |     |
|                | 7  | Zoran Vulić     |  |     |
|                | 8  | Nenad Pralija   |  |     |
|                | 9  | Renato Jurčec   |  | 73’ |
|                | 10 | Aljoša Asanović |  |     |
|                | 11 | Ivica Mornar    |  | 65’ |
| Sostituzioni:  |    |                 |  |     |
|                |    | Zoran Slavica   |  | 46’ |
|                |    | Sead Seferović  |  | 65’ |
|                |    | Ivan Jurić      |  | 73’ |
| Allenatore:    |    |                 |  |     |
| Ivan Katalinić |    |                 |  |     |

## Marcatori
| Pos. | Giocatore            | Squadra          | Reti |
| ---- | -------------------- | ---------------- | ---- |
| 1    | Tomislav Erceg       | Hajduk Spalato   | 7    |
| 2    | Renato Jurčec        | Inker Zaprešić   | 5    |
| 2    | Alen Peternac        | Segesta          | 5    |
| 4    | Stjepan Andrijašević | Hajduk Spalato   | 4    |
| 4    | Joško Jeličić        | Croazia Zagabria | 4    |
| 4    | Antun Labak          | Osijek           | 4    |
| 4    | Renato Mihaljević    | Dubrovnik        | 4    |
| 4    | Jasmin Samardžić     | Rijeka           | 4    |
| 4    | Ylli Shehu           | Sebenico         | 4    |
| 4    | Dragan Vukoja        | Osijek           | 4    |